# Kuriakose Bharanikulangara

Wappen von Kuriakose Bharanikulangara

Kuriakose Bharanikulangara (* 1. Februar 1959 in Karippassery) ist Erzbischof ad personam von Faridabad.

## Leben
Kuriakose Bharanikulangara empfing am 18. Dezember 1983 die Priesterweihe. Papst Benedikt XVI. ernannte ihn am 6. März 2012 zum  Erzbischof ad personam von Faridabad. 
Der Großerzbischof von Ernakulam-Angamaly, George Kardinal Alencherry, spendete ihm am 26. Mai desselben Jahres die Bischofsweihe; Mitkonsekratoren waren Vincent Michael Concessao, Erzbischof von Delhi, und Thomas Chakiath, Weihbischof in Ernakulam-Angamaly. 